# Rapport Lytton

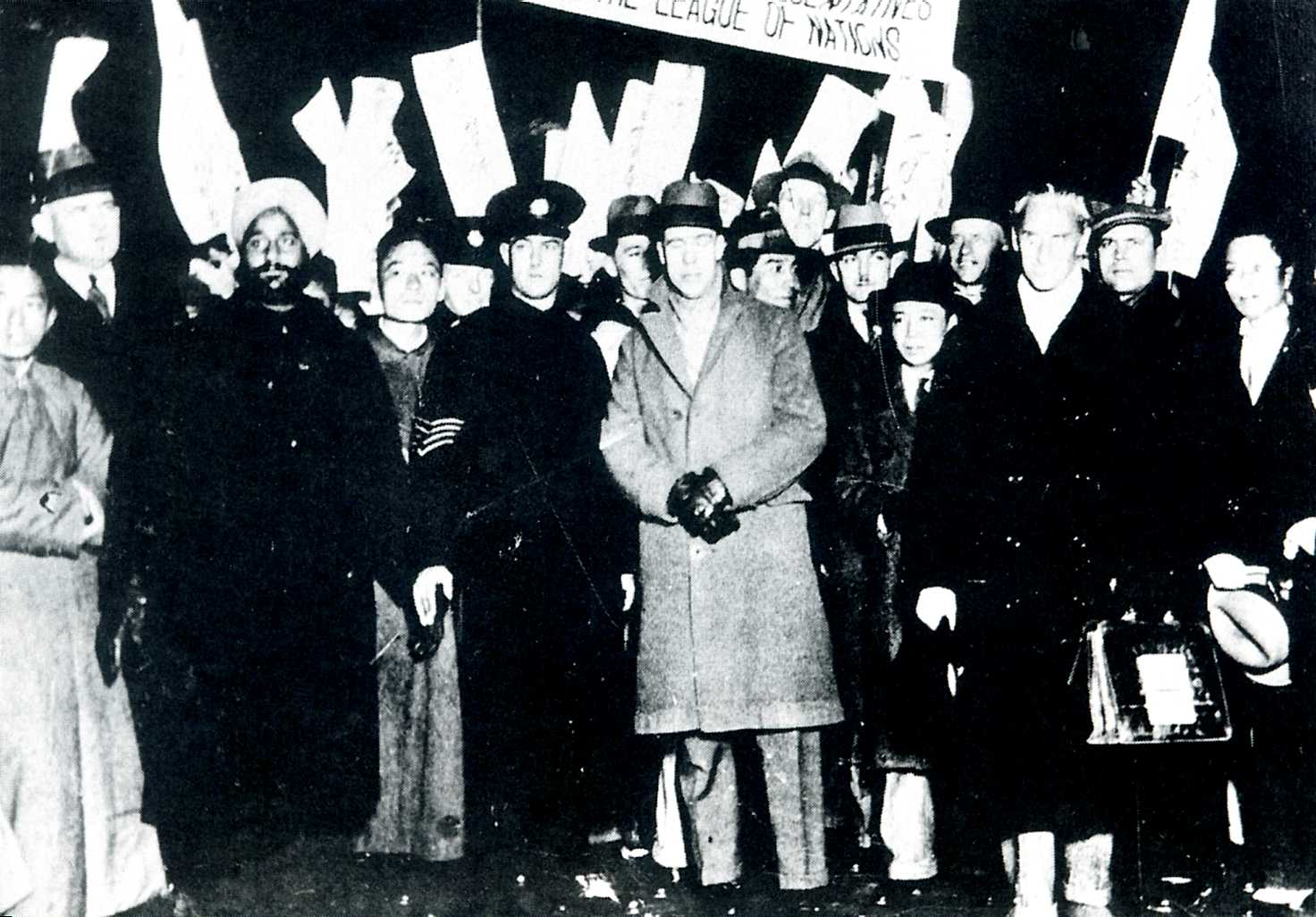
La commission Lytton à Shanghai (Victor Bulwer-Lytton est à droite).

Le rapport Lytton (リットン報告書, Ritton Hōkokusho) est rédigé en 1932 par la Société des Nations sur les causes de l'incident de Mukden, ayant mené à la conquête de la Mandchourie par l'empire du Japon.

## La Commission
La commission Lytton est menée par le Britannique Victor Bulwer-Lytton, second comte de Lytton (en), et composée de l'Américain Frank Ross McCoy (en), l'Allemand Heinrich Schnee, l'Italien Luigi Aldrovandi Marescotti (de), et le Français Henri Claudel. Le groupe passe six semaines en Mandchourie au printemps 1932 pour une mission d'enquête, après avoir rencontré des membres du gouvernement de la république de Chine et du Japon. Le rapport rédigé par la commission avait pour but officieux d'aider à désamorcer l'hostilité croissante entre le Japon et la Chine et d'installer la paix et la sécurité en Extrême-Orient.

## Le rapport Lytton

La commission Lytton, qui enquête sur le point du chemin de fer de l'explosion.

Le rapport Lytton décrit la situation en Mandchourie avant septembre 1931 et présente les problèmes de l'administration chinoise, justifiant les réclamations japonaises. Suit un récit détaillé des événements en Mandchourie après le 18 septembre 1931, construit sur la base de témoignages oculaires. Le récit porte une attention particulière aux origines et au développement de l'état du Mandchoukouo, créé grâce au soutien de l'armée japonaise. Il évoque également les intérêts économiques du Japon en Mandchourie et en Chine tout entière, et de la nature et des effets du boycott chinois anti-japonais. Les intérêts de l'Union soviétique dans la région sont également mentionnés. Le rapport présente ensuite les conditions d'une solution acceptable, et le format d'un potential accord Sino-Japonais.
Le rapport ne remplit pas son principal objectif, qui était l'étude des causes de l'incident de Mukden. Sur ce sujet, il présente les réclamations japonaises sans en commenter la légitimité. Bien qu'il n'y ait eu aucun doute sur la culpabilité du Japon pour les cinq membres de la commission, Henri Claudel, le délégué français, insiste pour que le Japon ne soit pas présenté comme l'agresseur.
En dépit du soin apporté à l'impartialité entre les positions chinoise et japonaise, le rapport reste considéré comme favorable à la Chine, déclarant ainsi que les opérations de l'Armée impériale japonaise après l'incident de Mukden ne sont pas un acte de légitime défense. Il conclut également que le nouvel état du Mandchoukouo n'aurait jamais été formé sans la présence des troupes japonaises, qu'il n'avait aucun soutien chinois et qu'il n'était pas issu d'un mouvement spontané d'indépendance.

## Conséquences
En septembre 1932, même avant l'annonce publique de la publication du rapport Lytton le 2 octobre, le gouvernement japonais reconnaît officiellement le gouvernement fantoche du Mandchoukouo. 
Lorsque le rapport est lu devant l'assemblée générale de la Société des Nations et qu'une motion condamne le Japon pour son agression, la délégation japonaise, menée par l'ambassadeur Yōsuke Matsuoka, quitte la pièce. Le Japon se retire officiellement la Société des Nations le 27 mars.
Finalement, le rapport Lytton montre les faiblesses de la Société des Nations et son incapacité à imposer ses décisions. La durée de rédaction du rapport complique particulièrement la situation, le Japon en profitant pour affermir son contrôle sur la Manchourie et donc se montrer capable de rejeter la condamnation de la Société des Nations avec impunité.

## Source
- Walters, F. P. A History of The League of Nations. London, UK: Oxford University Press, 1960. pg 491-492.